# Romulea hantamensis
Romulea hantamensis là một loài thực vật có hoa trong họ Diên vĩ. Loài này được (Diels) Goldblatt miêu tả khoa học đầu tiên năm 1970.